# Anabacerthia variegaticeps
Az Anabacerthia variegaticeps a madarak (Aves) osztályának verébalakúak (Passeriformes) rendjébe és a fazekasmadár-félék (Furnariidae) családjába tartozó faj.

## Rendszerezése
A fajt Philip Lutley Sclater angol ornitológus írta le 1857-ben, az Anabazenops nembe Anabazenops variegaticeps néven.

## Alfajai
- Anabacerthia variegaticeps schaldachi Winker, 1997
- Anabacerthia variegaticeps temporalis (P. L. Sclater, 1859)
- Anabacerthia variegaticeps variegaticeps (P. L. Sclater, 1857)[2]

## Előfordulása
Mexikó déli részétől Közép-Amerikán keresztül Dél-Amerika északi részéig, Belize, Costa Rica, Salvador, Guatemala, Honduras, Panama, Ecuador és Kolumbia területén honos. 
Természetes élőhelyei a szubtrópusi vagy trópusi síkvidéki és hegyi esőerdők.

## Megjelenése
Testhossza 16 centiméter, testtömege 19–25 gramm.

## Életmódjuk
Ízeltlábúakkal táplálkozik.

## Természetvédelmi helyzete
Az elterjedési területe rendkívül nagy, egyedszáma pedig stabil. A Természetvédelmi Világszövetség Vörös listáján nem fenyegetett fajként szerepel.